# Спрус-стріт
Спрус-стріт (англ. Spruce Street) — вулиця довжиною в три квартали у фінансовому районі Нижнього Мангеттена, Нью-Йорк. Починається на Парк-Роу, біля підніжжя Бруклінського мосту, і тягнеться на схід до Голд-стріт, перетинаючи з Нассо-стріт.

## Історія
Спрус-стріт спочатку називалася Джордж-стріт на честь короля Великої Британії Георга III і була закладена приблизно в 1725 році англійськими поселенцями. У 1817 році вона була відома як Літл-Джордж-стріт.